# 雁部貞夫
雁部 貞夫（かりべ さだお、1938年12月16日 - ）は、日本の歌人、登山家。
東京向島生まれ。早稲田大学教育学部卒。東京都立高校教諭を務める。1966年、ヒンドゥ・クシュ主稜でパキスタン側から日本人初の登山活動を行ない、サラグラール峰山群とブニ・ゾムを試登した。1968年夏、未踏峰のヒンドゥ・ラジ山脈の最高峰コヨ・ゾムに試登し、イシュペル・ドームとフラッテロ・ゾムに初登、その後十数度これらの山域を踏査した。近年はヤルフーン河原流域を踏査し、1997年と2003年夏、ヒンドゥ・クシュ山系の最大の氷河、チアンタール氷河を縦断し、未踏の六千メートル峰を多数撮影して多くの資料をもたらした。
また、宮地伸一の影響により学生時代から『アララギ』会員として作歌、1997年に終刊した「アララギ」の後継誌として吉村睦人らと「新アララギ」を創刊し、編集委員、選者を務める。2011年、歌集『ゼウスの左足』で第13回島木赤彦文学賞受賞。日本歌人クラブ大賞2013年度選考委員。ヒマラヤン・クラブ会員。日本山岳会会員。

## 著書
- 『岳書縦走』ナカニシヤ出版 2005
- 『氷河小吟 雁部貞夫歌集』短歌新聞社 新現代歌人叢書 2005
- 『山のひと山の本 岳人岳書録』木犀社 2008
- 『秘境ヒンドゥ・クシュの山と人 パキスタン北西辺境を探る』ナカニシヤ出版 2009
- 『ゼウスの左足 雁部貞夫歌集』角川書店 21世紀歌人シリーズ 2010
- 『雁部貞夫歌集』砂子屋書房 現代短歌文庫 2012
- 『『韮菁集』をたどる 大陸の文明と楸邨』青磁社 2015

### 編
- 諏訪多栄蔵『ヒマラヤ山河誌』薬師義美共編 ナカニシヤ出版 1994
- 『ヒマラヤ名峰事典』薬師義美共編 藤田弘基写真 平凡社 1996

### 翻訳
- レジナルド・C.F.ショーンバーグ『ヒマラヤ《人と辺境》 4 異教徒と氷河 チトラール紀行』白水社 1976
- 『ヘディン探検紀行全集 別巻 2 カラコルム探検史 下』白水社 1980
- レジナルド・C.F.ショーンバーグ『中国辺境歴史の旅 5 中央アジア騎馬行』白水社 1986
- スイス山岳研究財団編『マウンテン・ワールド 第16巻 1966/67』小学館 1988